# Melanorosauridae
Los melanorosáuridos (Melanorosauridae) son una familia de sauropodomorfos que vivieron en el Triásico superior (hace aproximadamente 225 y 210 millones de años, en el Carniense y el Noriense), en lo que hoy es África meridional, Europa del Norte y Sudamérica.

## Sistemática
Se lo clasifica como todo sauropodomorfo más cercano al melanorosaurio que al anquisaurio. Ha sido clasificada alternativamente como prosaurópodos o como saurópodos basales.[cita requerida]